# Adam Janiak
Adam Antoni Janiak (ur. 10 listopada 1949, zm. 20 lutego 2017 we Wrocławiu) – polski profesor nauk technicznych. Specjalizował się w zagadnieniach z zakresu informatyki, automatyki i robotyki (w szczególności badaniach operacyjnych, problemach szeregowania i rozdziału zasobów, teorii algorytmów i złożoności obliczeniowej). Członek korespondent krajowy Polskiej Akademii Nauk od 2007 roku. Był również członkiem i wiceprzewodniczącym Komitetu Informatyki PAN. Pracownik Wydziału Elektroniki Instytutu Informatyki, Automatyki i Robotyki na Politechnice Wrocławskiej. Wykładowca w Dolnośląskiej Szkole Wyższej we Wrocławiu, oraz Wyższej Szkole Techniczno-Ekonomicznej w Świdnicy (wcześniej pod nazwą Wyższa Szkoła Technologii Teleinformatycznych).
Absolwent Politechniki Wrocławskiej (kierunek: automatyka, rocznik 1972), następnie doktorat tej uczelni w roku 1977. Stopień doktora habilitowanego o specjalności automatyka procesów produkcyjnych otrzymał piętnaście lat później na Politechnice Warszawskiej. Podstawą nadania mu tego stopnia była jego rozprawa naukowa pt: "Dokładne i przybliżone algorytmy szeregowania zadań i rozdziału zasobów w dyskretnych procesach przemysłowych".
Stopień profesora nauk technicznych uzyskał w 1999 roku. 
Odznaczony Złotą Odznaką Politechniki Wrocławskiej (1992), Srebrnym Krzyżem Zasługi (2001), Złotym Medalem za Długoletnią Służbę (2008), oraz Medalem Komisji Edukacji Narodowej (2010).